# Manger
Manger este o localitate din comuna Radøy, provincia Hordaland, Norvegia, cu o suprafață de 1,05 km² și o populație de 1.012 locuitori (2013).